# فرودگاه شهرستان موری-کالوی
فرودگاه شهرستان موری-کالوی (به انگلیسی: Murray-Calloway County Airport) (به زبان بومی: Kyle-Oakley Field) یک فرودگاه همگانی بهره‌برداری هوایی با کد یاتا CEY است که یک باند فرود آسفالت دارد و طول باند آن ۱۸۹۱ متر است. این فرودگاه در کشور ایالات متحده آمریکا قرار دارد و در ارتفاع ۱۷۶ متری از سطح دریا واقع شده‌است.